# Daniel Boccard
Pour les articles homonymes, voir Boccard.
Daniel Boccard est un pilote automobile, sextuple vainqueur du championnat de France de la montagne, en 1987, 1993, puis de 1996 à 1999 (3e en 1991 et 1992), toujours sur monoplaces Martini.  
Il a notamment remporté à huit reprises la Course de côte du Mont Ventoux (1989, et 1992 à 1998), ainsi qu'à cinq reprises la course de côte Turckheim - Trois-Épis, alors inscrite au championnat d'Europe de la montagne (1987, 1994, 1996, 1997 et 1998).
Désormais retiré de la compétition il s'occupe de son domaine viticole spécialisé en vins pétillants, au hameau de Poncieux (commune de Boyeux-Saint-Jérôme) en Bugey (Pont d'Ain/Pays du Cerdon).

## Autres victoires notables
- Bagnols-Sabran : 1988, 1991, 1993, 1996, 1997 et 1998[2].
- Mont-Dore : 1992, 1994, 1997 et 1998.
- Col Saint Pierre: 1993, 1998 et 1999.
- Chamrousse : 1994, 1996, 1997 et 1998.
- Vuillafans : 1997 et 1998.
- Dunieres : 1998 et 1999.
- Limonest : 1998 et 1999.
- Abreschviller : 1993.
- La Pommeraye : 1991, 1993, 1996 et 1997.
- Fouchy : 1996.
- Mont Ventoux : 1998.
- Beaujolais : 1998.
- Treffort : 1998.